# Opperste krijgsheer van Mars
Opperste krijgsheer van Mars (Engelse titel: The Warlord of Mars) is een science fantasy-verhaal van de Amerikaanse schrijver Edgar Rice Burroughs. Het is het derde deel uit de Barsoom-reeks. De vierdelige serie werd voor het eerst gepubliceerd in All-Story van december 1913 tot maart 1914. In september 1919 gaf A. C. McClurg het verhaal in boekvorm uit.

## Inhoud
Het boek begint enkele maanden na het vorige. De meeste Therns en zwarte Martianen hebben sinds de val van Issus hun religie opgegeven. John Carter is nog altijd op zoek naar een manier om Dejah Thoris, Thuvia en Phaidor te bevrijden uit de zonnetempel. Hij stuit per toeval op een groepje opstandige Therns, geleid door de priester Matai Shang (de vader van Phaidor) en hoort hoe hij een deal maakt met de Zwarte Martiaan Thurid. Ze willen wraak voor wat John Carter hun beide volkeren heeft aangedaan en voor het feit dat hij hun religie heeft ontmaskerd als één groot bedrog. Thurid kent een alternatieve weg om de zonnetempel in te geraken. John Carter volgt het groepje langs een ondergrondse rivier en grottenstelsel. Hij ziet hoe Matai Shang en Thurid de drie gevangenen uit de tempel halen en is opgelucht dat Thuvia Phaidors aanslag op Dejah Thoris heeft weten te voorkomen. 
Carter kan echter niet verhinderen dat Matai Shang en Thurid een luchtschip bemachtigen en met hun gevangenen richting het noorden vluchten. Hij achtervolgt de twee en belandt zo in Kaolo, een van de meest afgelegen steden op Barsoom, waar de religie van Issus nog sterk overheerst. Vermomd als rode Martiaan weet John Carter een aanval van Groene Martianen op de stad te voorkomen en komt zo in de gratie bij de Jeddak van Kaolo, Kulan Tith. Matai Shang en Thurid zijn echter ook in de stad en onthullen wie John Carter werkelijk is, wetende dat Kulan Tith hem zal laten doden voor zijn blasfemie tegenover Issus. Gelukkig voor Carter krijgt hij hulp van een andere Jeddak, Thuvian Dihn, die op staatsbezoek is in Kaolo en de vader van Thuvia blijkt te zijn. Matai Shang en Thurid zijn weer gedwongen verder noordwaarts te vluchten. Thuvian Dihn biedt John Carter aan hem te helpen met zijn jacht op de twee.
De tocht brengt hen nu naar de Noordpool, waar zowaar nog een groep Gele Martianen blijkt te wonen. Hier leren ze Talu kennen, de opstandige en in ongenade gevallen prins van de stad Okar. Carter en Thuvian Dihn redden hem van een aanslag, en in ruil geeft hij hen vermommingen om zo ongezien Okar binnen te kunnen gaan. 
In de stad leert John Carter al snel de tiran Salensus Oll kennen, die de stad regeert. Hij wil Dejah Thoris tot zijn bruid maken, tot ongenoegen van niet alleen John Carter maar ook van Matai Shang en Thurid, die beiden interesse in haar hebben. Tevens blijken de al lang vermiste Tardos Mors en Mors Kajak, grootvader en vader van Dejah Thoris, als slaven in de stad vast te worden gehouden. John Carter slaagt erin een bericht naar Helium te sturen om de vloot te waarschuwen. Na eerst nog gevangen te zijn genomen, weet John Carter een opstand onder de slaven te ontketenen. Tegelijkertijd arriveert ook de oorlogsvloot van Helium, versterkt door de groene Martianen onder leiding van Tars Tarkas. Een slag om Okar is het gevolg. In de slag doodt John Cater Salensus Oll. Matai Shang en Thurid proberen nog te vluchten met Dejah Thoris en Phaidor, maar bij een onderlinge ruzie vermoordt Thurid Matai Shang. Phaidor doodt vervolgens Thurid en springt zelf in een afgrond als boetedoening voor haar daden. John Carter wordt herenigd met Dejah Thoris, en  Thuvian Dihn met zijn dochter. Talu wordt de nieuwe heerser van Okar en voor het eerst in eeuwen zijn vertegenwoordigers van alle vijf de volkeren van Mars weer herenigd in vrede. John Carter wordt voor zijn vele diensten door zijn bondgenoten uitgeroepen tot “de krijgsheer van Mars”.

## Achtergrond
Burroughs begon in juni 1913 aan het verhaal. Hij kende het verhaal terwijl er aan werkte vijf werktitels toe: Yellow Men of Barsoom, The Fighting Prince of Mars, Across Savage Mars, The Prince of Helium, en The War Lord of Mars. 
Dit boek introduceert het vijfde ras van Barsoom: de gele Martianen, waar in het vorige boek al even kort over gesproken werd. Het is het laatste boek waarin John Carters vriend Tars Tarkas een rol van betekenis speelt. Tevens is het voorlopig het laatste deel waarin John Carter de hoofdpersoon is.
In de Verenigde Staten is het auteursrecht op het boek inmiddels verlopen, waardoor het zich in het publiek domein bevindt. De tekst is onder ander via Project Gutenberg verkrijgbaar.